# 4-ossoprolina reduttasi
La 4-ossoprolina reduttasi è un enzima appartenente alla classe delle ossidoreduttasi, che catalizza la seguente reazione:
4-idrossi-L-prolina + NAD+ ⇄ 4-ossoprolina + NADH + H+